# デュークス・カウンティ (戦車揚陸艦)
デュークス・カウンティ (USS Dukes County, LST-735)は、アメリカ海軍のLST-542級戦車揚陸艦。艦名はマサチューセッツ州デュークス郡に因み、アメリカ海軍においてこの名を持つ唯一の艦である。
アメリカ海軍を退役後、1957年に中華民国海軍に供与され「中熙」（LST-219/ AGC-143）と改名された。1962年には揚陸指揮艦へ改装され「高雄」（AGC-1/LCC-663/LCC-1）と改名し、2025年1月現在も運用されている。

## 艦歴

### アメリカ海軍
本艦は、当初「LST-735」として1944年1月30日にペンシルバニア州ピッツバーグ、ネヴィル島のドラヴォ・コーポレーションで起工、1944年3月11日にG・W・ファーンサイド夫人の手で進水。1944年4月26日にルイジアナ州ニューオーリンズにて初代艦長セオドア・F・オルダス大尉の指揮下で就役した。
第二次世界大戦中、「LST-735」はアジア太平洋戦域に配備され、複数の上陸作戦に参加した。これらには、サイパンの戦い（1944年8月）、リンガエン湾の戦い（1945年1月）、サンバレス・スービック湾の戦い（1945年1月）、そして沖縄の戦い（1945年3月から6月）が含まれる。
「LST-735」は終戦後の1946年3月に退役し、保管状態に置かれた。しかし、朝鮮戦争勃発を受けて1950年11月3日に再就役し、朝鮮戦争や太平洋機雷戦部隊司令部で活動した。1951年7月に掃海支援艦として割り当てられ、1952年から1953年にかけて朝鮮戦争に派遣された。さらに、1953年から1954年、1955年から1956年には西太平洋で巡行を実施した。1955年7月1日に新たな艦名が与えられ、「デュークス・カウンティ」(USS Dukes County, LST-735)と改名された。

### 中華民国海軍
「デュークス・カウンティ」は年月日不詳ながらアメリカ海軍を退役し、1957年5月に中華民国（台湾）へ供与され、中華民国海軍揚陸艦「中熙」（LST-219）と改名された。同年8月に南沙諸島への輸送任務に就くが、結局この輸送は台風で引き返す結果となった。以降の数年間、「中熙」は複数の上陸演習に参加した:148。
1958年に金門砲戦（八二三砲戦）が発生すると、アメリカは中華民国に対し水陸両用作戦能力向上のため新たな指揮通信モジュールを提供することにした。この装備艦として本艦が選定され、艦番号がAGC-143に変更された。また、運用上も艦長が上校（大佐）に変更され、中校（中佐）級をトップとする人員90名の統合作戦センターが艦内に設置された:150。
改装完了後の1962年1月に、「中熙」は揚陸指揮艦「高雄」（AGC-1）と改名された。その後艦番号は、アメリカ海軍の方式に倣いLCC-663に変更された。1974年11月1日にアメリカ海軍籍から除籍され、売却に切り替えられた。1979年11月1日に艦番号がLCC-1に変更されている。
本艦を含むLSTは大戦中に建造された戦時急造艦であり、艦体の老朽化が懸念された。そのため、中華民国海軍は1966年から1971年にかけて保有するLST（中海級戦車揚陸艦）の内部設備を台湾造船公司で新たに製作した艦体に移植するという大工事（新中計劃）が実施され、これには本艦も含まれた。1996年には主機や電気系統の更新工事も実施されている。
1991年12月16日、「高雄」は二級艦に格下げされ、艦長も中校級の人物が充てられるようになった。就役後期になると、離島への補給任務や上陸演習での指揮任務を担当した。改修の甲斐もあって、建造から年月を経ても本艦を含むLSTの状態は良好であり、新たにアメリカからニューポート級戦車揚陸艦（中和級戦車揚陸艦）を導入した後も運用が続けられている。2012年3月にアメリカ太平洋艦隊のジョン・ミンヤード最上級上等兵曹が「高雄」を訪問した際も、「彼女の状態は素晴らしく、戦闘準備が整っている」（She is in outstanding condition and is battle ready.）と報告している。
「高雄」は、2017年に国家中山科学研究院の新装備用試験艦に選ばれた。2017年から2019年にかけて、「高雄」艦上には軍艦の上部構造物を模した八角形のレーダータワー、敵味方識別装置、Mk 41VLSが設置され、これらは康定級フリゲートの近代化改修（迅聯専案）用海弓3型艦対空ミサイルの試験に用いられた模様である:74。
2021年6月には、海劍二型ミサイル発射機、CS/MPQ-90レーダーのほか、形状が異なる八角形レーダータワーが設けられており、これはアクティブ・フェーズドアレイ・アンテナの試験用ではないかと推測されている。
2024年11月の自由時報の報道によると、「高雄」こと「デュークス・カウンティ」は2025年半ばに中華民国海軍を退役する予定である。

## 栄典
「LST-735」は第二次世界大戦の戦功で4個の、朝鮮戦争での戦功で3個の従軍星章を獲得したほか、以下の勲章を授与された。
- アメリカ戦役勲章
- アジア・太平洋戦役勲章（英語版） … 星章8個付き
- 第二次世界大戦戦勝記念章
- 国土防衛従軍章
- 朝鮮軍務勲章（英語版） … 星章3個付き
- フィリピン殊勲部隊章（英語版）
- フィリピン解放勲章（英語版） … 星章2個付き
- 国際連合朝鮮軍務勲章（英語版）
- 朝鮮戦争従軍勲章（英語版）